# سوسکچه‌های نخستین رینوتویدس
سوسکچه‌های نخستین رینوتویدس (نام علمی: Rhinotoides) نام یک سرده از زیرخانواده سوسکچه‌های نخستین بلینا است.